# (4626) Plisetskaya
(4626) Plisetskaya es un asteroide perteneciente al cinturón de asteroides, descubierto el 23 de diciembre de 1984 por Liudmila Karachkina desde el Observatorio Astrofísico de Crimea (República de Crimea).

## Designación y nombre
Designado provisionalmente como 1984 YU1. Fue nombrado Plisetskaya en honor a la bailarina rusa Maya Plisétskaya.

## Características orbitales
Plisetskaya está situado a una distancia media del Sol de 2,272 ua, pudiendo alejarse hasta 2,458 ua y acercarse hasta 2,086 ua. Su excentricidad es 0,081 y la inclinación orbital 2,821 grados. Emplea 1251 días en completar una órbita alrededor del Sol.

## Características físicas
La magnitud absoluta de Plisetskaya es 13,4. Tiene 4,73 km de diámetro y su albedo se estima en 0,553.